# Evangelische Kirche (Rodheim-Bieber)

Kirche von Nordwesten

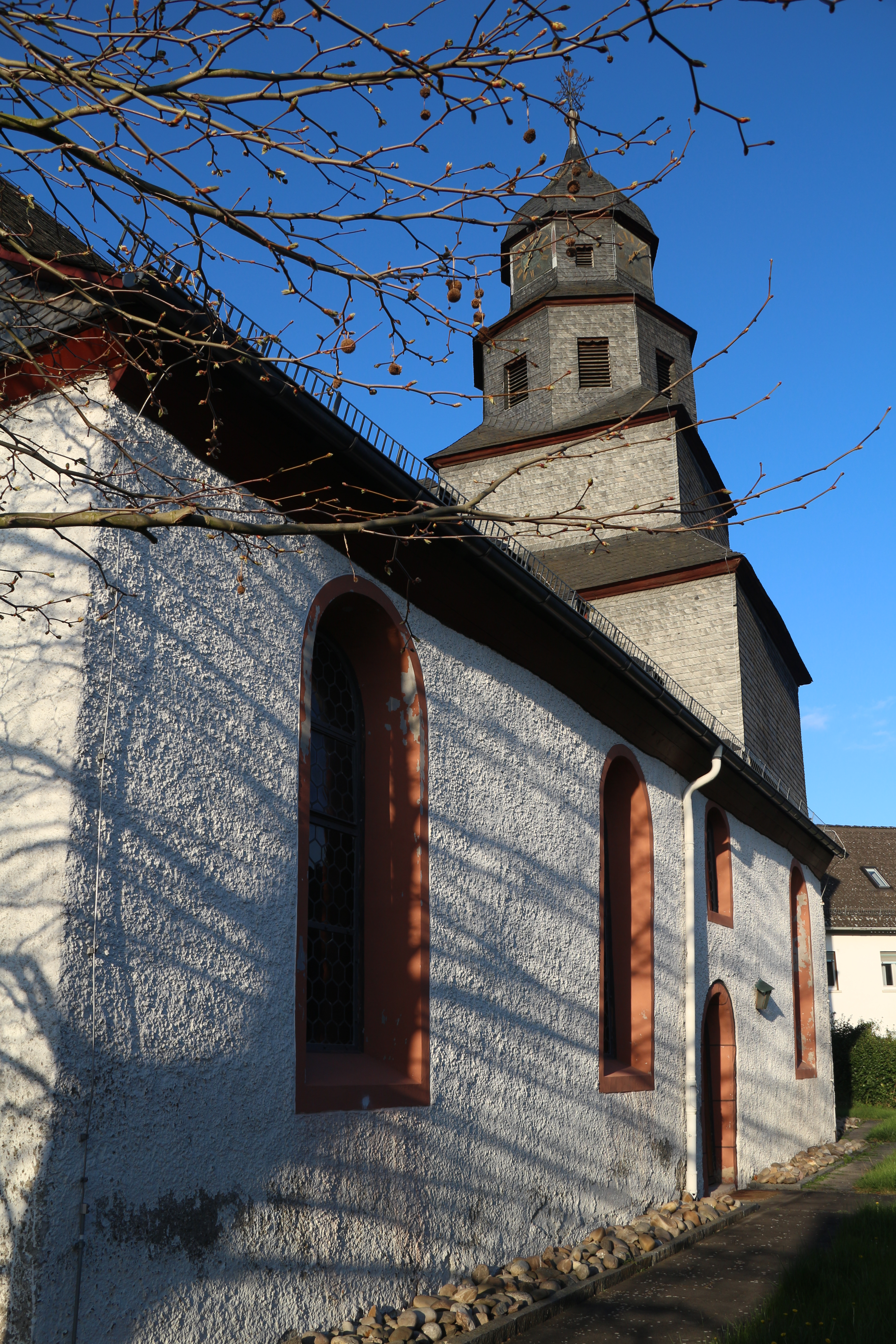
Südseite

Die Evangelische Kirche in Rodheim-Bieber im Landkreis Gießen (Hessen) ist eine gotische Saalkirche mit einem spätromanischen Chorturm. Die Kirche ist hessisches Kulturdenkmal.

## Geschichte
Die Ursprünge der Rodheimer Kirche werden im 13. Jahrhundert vermutet; für das Jahr 1263 ist ein Pleban nachgewiesen. Im späten Mittelalter war die Pfarrei dem Archipresbyterat Wetzlar des Archidiakonats St. Lubentius Dietkirchen im Bistum Trier zugeordnet. Filialkirche war Fellingshausen bis 1958. Mit Einführung der Reformation im Jahr 1526 wechselte die Kirchengemeinde zum evangelischen Bekenntnis. Die hiesigen Adeligen Magnus Hol(t)zapfel, ein Gleiberger Amtmann, und Marx Lesch förderten den neuen Glauben. Erster protestantischer Pfarrer war von 1534 bis 1560 Heinrich Rabe (Corvinus).
In einem Bittschreiben der Gemeinde von 1681 heißt es, „daß die Kirche schon in Abgang gekommen, das wir ohne Besorgung großer Gefahr Leibs und Lebens unseren Gottesdienst kaum verrichten können.“ Im Jahr 1684 erfolgte eine Sanierung des Kirchturms, für die eine Kollekte im Fürstentum durchgeführt wurde, und des Pfarrhauses. Bereits 1701 wurde die Kirche wieder als baufällig beschrieben. Eine größere Sanierung mit Erweiterung des Kirchenschiffs in demselben Jahr war die Folge. Der kleine Chorbogen wurde 1743/1744 vergrößert, um Platz für Emporen zu schaffen. Neue Emporen wurden 1788 eingebaut. Im 18. Jahrhundert wurden 40 Personen in der Kirche bestattet.
Eine tiefgreifende Innenrenovierung erfolgte 1836, die eine Erneuerung des Fußbodens, der Fenster und des Altars aus schwarzem Marmor beinhalteten. Bei einer Renovierung in den Jahren 1858/1859 wurden die Brüstungsbilder der Emporen mit Darstellung der zwölf Apostel und Paulus übertüncht. Sie wurden 1958/1959 wieder freigelegt, während das Ostfenster im Chor zugemauert wurde. Bei der Verkleinerung der linken Seitenempore gingen in diesem Zuge vier Apostelbilder mit Petrus, Thomas, Philippus und Matthias verloren. Die nördliche Chorempore wurde entfernt, die zuständige Außentreppe abgerissen, der überdachte Nordeingang zum Turm in ein Fenster umgestaltet und die Orgel umgebaut. 1983 wurde ein Fenster in der nördlichen Chorseite aus der Erbauungszeit wieder freigelegt. Innenraum und Dachstuhl wurden im Jahr 2007 saniert.
Für Bieber und Fellingshausen wurde 1951 eine Pfarrvikarstelle eingerichtet, die zehn Jahre später zu einer eigenständigen Pfarrstelle erhoben wurde. Das Jahr 1961 bezeichnet gleichzeitig das Ende des Kirchspiels Rodheim. Das neue Gemeindehaus wurde 1972 anstelle der alten Pfarrscheune errichtet. 1979 wurde Bieber pfarramtlich mit Königsberg verbunden und erhielt 1987 seine Selbstständigkeit. Eine 1978 eingerichtete Pfarrvikarstelle für Rodheim und Vetzberg wurde 1981 in eine zweite Pfarrstelle umgewandelt. Seit 2007 sind Rodheim/Vetzberg wieder mit Bieber pfarramtlich verbunden und teilen sich eine Pfarrstelle. Die Kirchengemeinde Rodheim umfasst etwa 2700 Gemeindemitglieder.

## Architektur

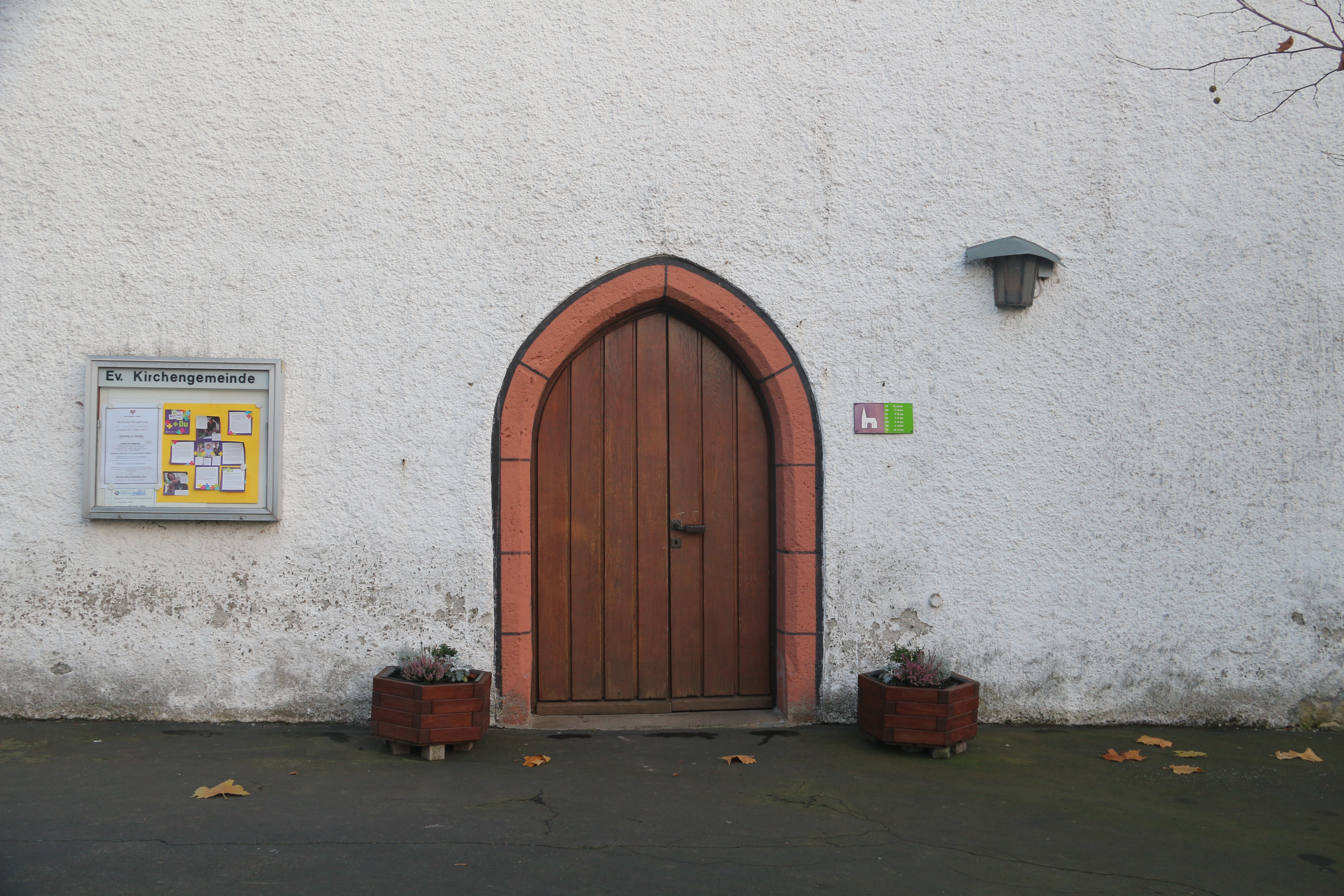
Spitzbogiges Westportal

Der geostete, verputzte Saalbau ist erhöht am nördlichen Ortsrand errichtet. Im Süden und Osten ist die Mauereinfriedung erhalten.
Der eingezogene Chorturm auf quadratischem Grundriss stammt im unteren Teil aus spätromanischer Zeit. Über dem kubusförmigen Schaft wurde im Barock, vermutlich im Jahr 1684, ein verschiefertes Fachwerkgeschoss aufgesetzt. Ein Zeltdach leitet zum verschieferten, barocken Helmaufbau über, dessen drei Geschosse sich nach oben immer weiter verjüngen. Aus dem viereckigen, fensterlosen unteren Geschoss entwickelt sich ein achtseitiges Glockengeschoss mit rechteckigen Schalllöchern an jeder Seite, das von einer geschlossenen Laterne mit welscher Haube bekrönt wird. Der Turm beherbergt ein Dreiergeläut. Die mittlere Glocke wurde 1691 von Dilman Schmid gegossen, die größte von 1640 (Johann Henschel, Mainz) und die kleinste von 1773 (Johann Andreas Henschel, Gießen) im Ersten Weltkriegen eingeschmolzen, 1920 ersetzt, im Zweiten Weltkrieg wieder abgeliefert und 1950 durch Rincker ersetzt. Den Abschluss bilden Turmknauf, schmiedeeisernes Kreuz und Wetterhahn. Der Turm erreicht eine Höhe von 25 Metern. Die Halle im Erdgeschoss hat ein Kreuzgratgewölbe. Das spitzbogige Südfenster hat Maßwerk und stammt aus dem 14. Jahrhundert.
Das gotische Schiff wurde im 16. Jahrhundert nach Norden und Süden verbreitert. Es wird von einem verschieferten Schopfwalmdach abgeschlossen, das mit kleinen Gauben besetzt ist. Das spitzbogige Westportal und der Südeingang erschließen die Kirche. Große Rundbogenfenster in den Langseiten belichten den Innenraum.

## Ausstattung

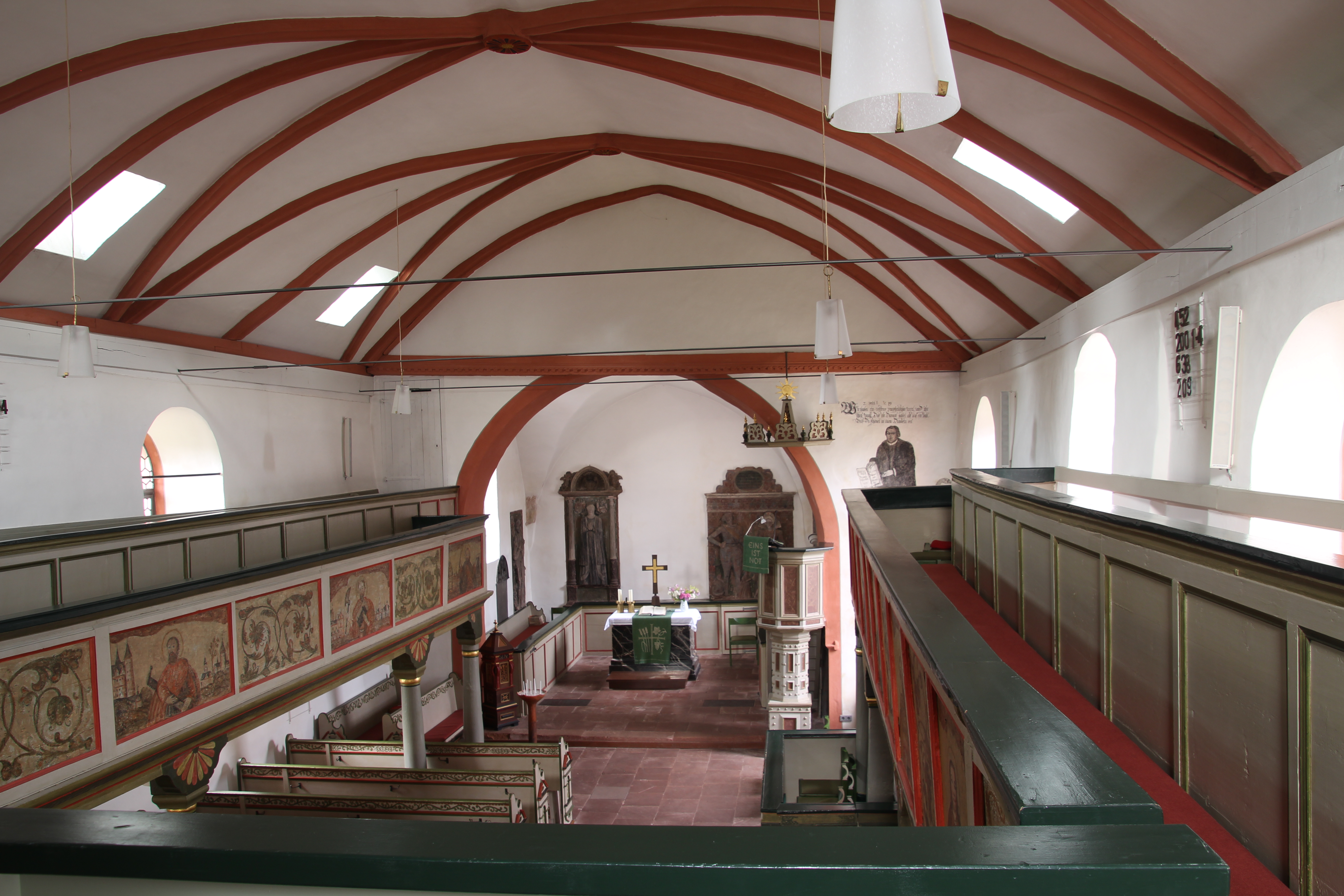
Innenansicht

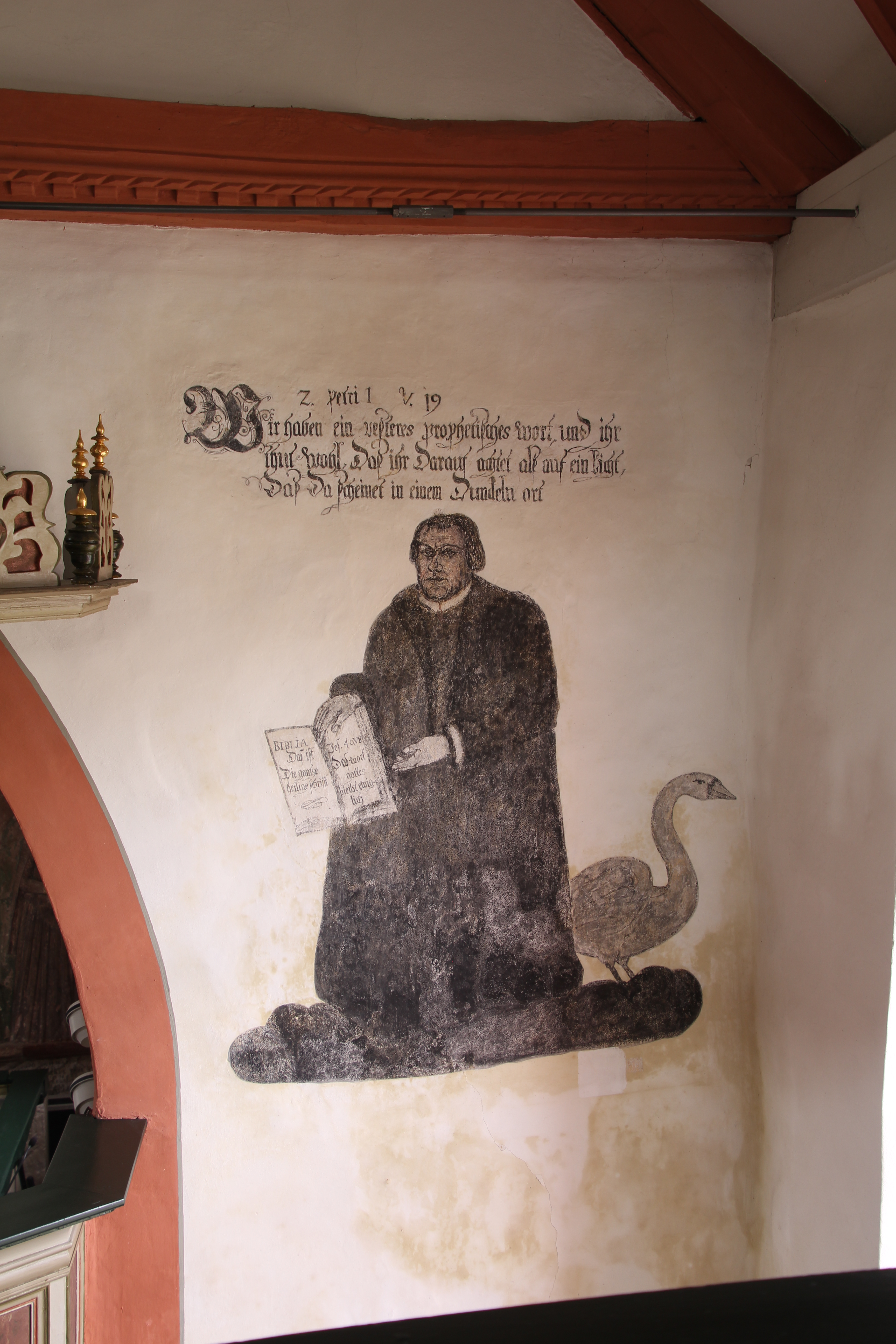
Luther mit Schwan

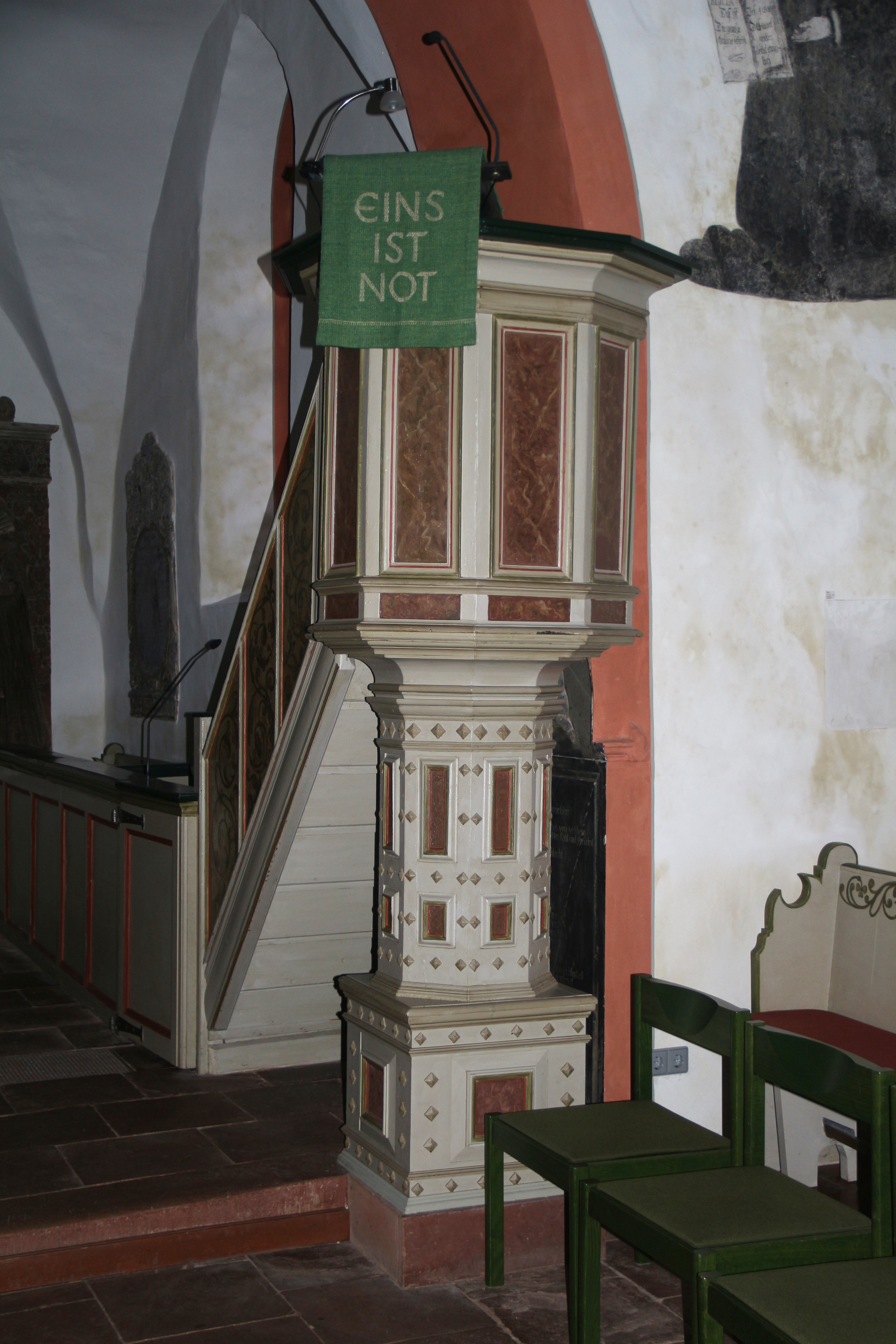
Kanzel mit Fuß und Korb aus dem 17. Jahrhundert

Der Innenraum wird von einem flachen Holztonnengewölbe mit hölzernen Rippen abgeschlossen. Ein Deckenmedaillon zeigt einen Pelikan, der mit seinem Blut seine Jungen nährt, ein altes Symbol für den Opfertod Christi. Die dreiseitigen Emporen stammen aus dem Jahr 1740, die Brüstungsmalereien mit figürlichen und ornamentalen Darstellungen aus derselben Zeit. Die Darstellungen von neun Aposteln haben Burgen und Schlösser der Umgebung als Hintergrund und wechseln sich mit stilisierten Rankenmotiven ab. Im Chor wurden 1958/1859 zwei Reste alter Fresken freigelegt, die einen Heiligen und die Hochzeit zu Kana darstellen. Rechts der Kanzel zeigt ein Wandgemälde von vermutlich 1684 Martin Luther mit dem Schwan. Die aufgeschlagene Bibel, auf die Luther weist, zeigt das Bibelwort aus Jes 40,8 , die Inschrift darüber den Bibelvers 2 Petr 1,19 .
Der Kanzelfuß wurde im Anfang des 17. Jahrhunderts gefertigt, der Kanzelkorb 1681 und der Schalldeckel um 1700. Das Gestühl von 1656/1657 hat vorne und hinten dunkelgrün ausgemalte Rankenornamente, während die Wangen Malereien im Renaissancestil aufweisen. Die Wappentür am herrschaftlichen Stuhl für Markus Antonius Lesch zu Mühlheim („Marx Lesch“) datiert von 1546. Der mit Schnitzereien verzierte Taufstock wurde 1696 von Johann Heinrich Reh und seiner Frau Dorothea gestiftet und von Schreiner Conrad Pfeifer aus Gleiberg gefertigt. Den Taufstein aus weißgeädertem, schwarzem Marmor erhielt die Kirche 1836.
Im Chorraum sind sieben Epitaphien aufgestellt. Mehrere Bildgrabdenkmäler erinnern an Mitglieder der Familie von Hol(t)zapfel, so für den Vetzberger Amtmann Magnus († 9. September 1577) und seine Frau Margarete († 8. November 1583) sowie für Georg Dietrich und seine Frau Walpurg († 1620). Zwei barocke Grabdenkmäler von 1702 und 1704 sind nördlich der Kirche aufgestellt. Eine 1932 gefertigte Messingtafel erinnert an den 1759 verstorbenen englischen General Granville Eliot, einziger Sohn des 1. britischen Gouverneurs von Gibraltar.

## Orgel

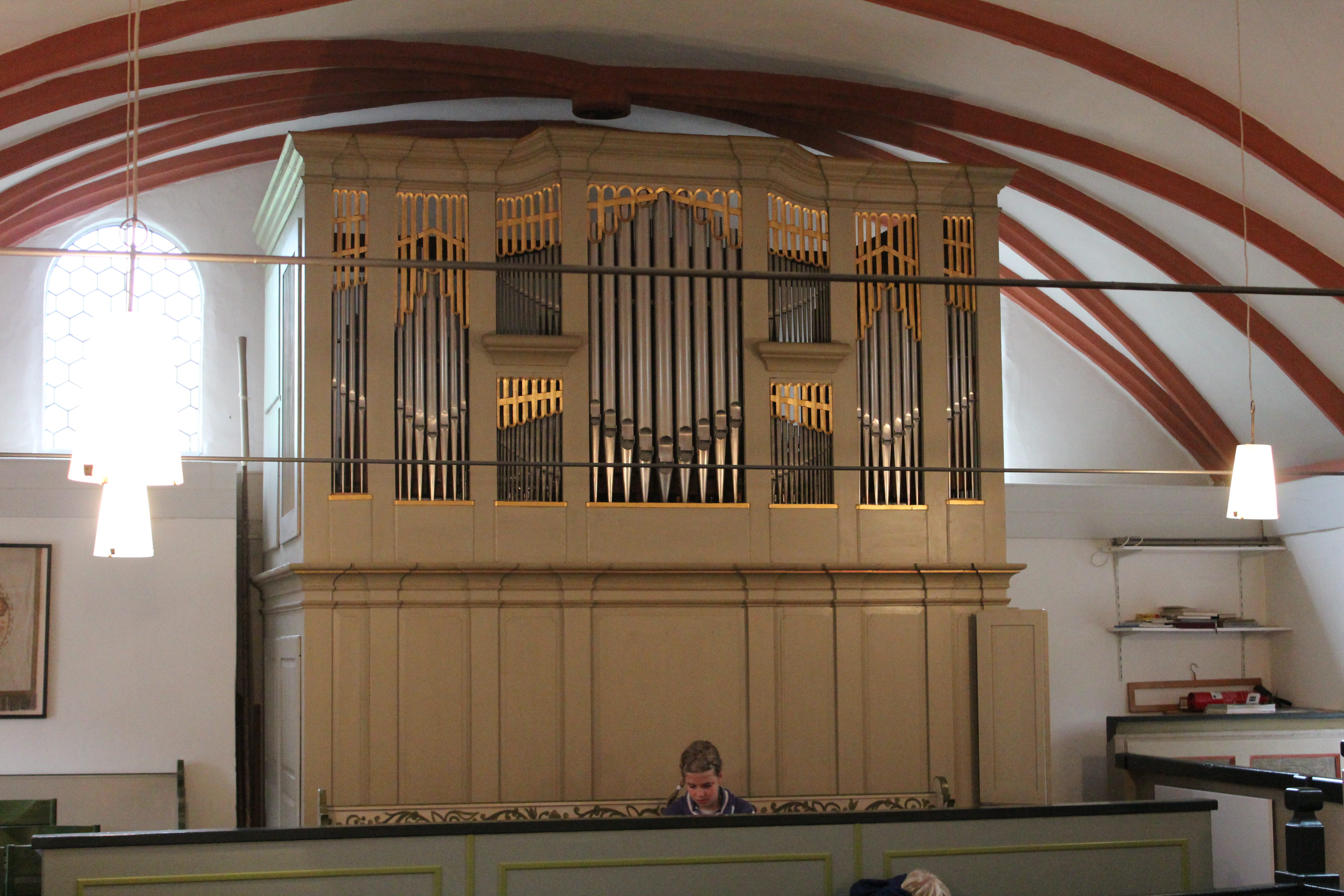
Orgel im historischen Gehäuse von 1828

Im Jahr 1730 hatte die Kirche eine Orgel; in einem Kircheninventar von 1780 ist von acht Registern die Rede. Die Gemeinde schaffte 1828 eine neue Orgel von Johann Hartmann Bernhard an, die über elf Register auf einem Manual und Pedal verfügte. Neben anderen Umbaumaßnahmen wurde vor 1935 ein Prinzipal 8′ auf der letzten, leeren Schleife ergänzt, der 1958/1959 im Zuge einer Renovierung und Umdisponierung der Orgel durch Förster & Nicolaus in die Mitte der Lade versetzt wurde. Bei einer Restaurierung durch dieselbe Firma im Jahr 2011 wurden knapp 200 Pfeifen, die nicht original waren, entfernt und neu angefertigt. Eine Trompete 8′ wurde nie ausgeführt und ist heute vakant. Das Gehäuse gleicht den Bernhard-Orgeln in Holzheim (1830) und Nieder-Bessingen (1831). Die Rodheimer Orgel weist seit 2011 folgende Disposition auf:
| I Manual C–f3  |    |
| Bordun         | 8′ |
| Viola da Gamba | 8′ |
| Flautotraverse | 8′ |
| Principal      | 4′ |
| Flaut          | 4′ |
| Quint          | 3′ |
| Octav          | 2′ |
| Waldflöte      | 2′ |
| Mixtur III     | 2′ |
| Trompete       | 8′ |

| Pedal C–f1   |     |
| Subbaß       | 16′ |
| Principalbaß | 8′  |
| Pommer       | 4′  |

- Koppeln: I/P